# Acalypha pohliana
Acalypha pohliana är en törelväxtart som beskrevs av Johannes Müller Argoviensis. Acalypha pohliana ingår i släktet akalyfor, och familjen törelväxter. Inga underarter finns listade i Catalogue of Life.